# Igra prijestolja
 Ovo je glavno značenje pojma Igra prijestolja. Za istoimenu TV seriju pogledajte Igra prijestolja (TV serija).
Igra prijestolja je prvi roman iz serije fantastičnih romana pod imenom Pjesma leda i vatre američkog pisca Georgea R. R. Martina. Radnja se zbiva u izmišljenom svijetu Zapadnih zemalja, ekvivalentu srednjovjekovne Europe. 

## Radnja
Prije radnje samoga romana obitelj gospodara zmajeva, Targaryeni, koji su jedini koji su umakli propasti Valyrije prije nekoliko stotina godina, vlada Sedam Kraljevstava Westerosa iz glavnoga grada, Kraljeva Grudobrana. Kralj na Željeznom prijestolju je Aerys II. Targaryen, poznat kao i Ludi Kralj. Njegov sin i nasljednik princ Rhaegar na viteškom turniru u Harrenhalu imenuje kneginju Lyannu Stark kraljicom ljubavi i ljepote, prešavši pritom svoju zakonitu suprugu i majku svoje djece, princezu Eliju Nymeros Martell od Dornea. Lyanna Stark bila je kćer Rickarda Starka, kneza Oštrozimlja i guvernera Sjevera. Nakon što ju je princ Rhaegar oteo njezini otac i brat, knez Rickard i knez Brandon Stark odlaze u Kraljev Grudobran zahtijevati pravdu od kralja Aerysa. Kralj Aerys ih ubija, na što knez Jon Arryn od Orlova Gnijezda, vrhovni gospodar Doline i guverner Istoka podiže pobunu koja će u povijesti Westerosa ostati zapisana kao Robertova pobuna, jer ju je knez Arryn podigao u ime Roberta Baratheona, kneza Kraljoluje i vrhovnoga gospodara Olujnih Krajeva. Robert je redovito pobjeđivao u bitkama i u bitki kod Trozupca ubio Rhaegara Targaryena i nastavio prema Kraljevu Grudobranu. U međuvremenu kralj Aerys otpremio je svoju suprugu kraljicu Rhaellu (koja je trudna) i njihova sina i svoga zakonitog nasljednika princa Viserysa na otok Zmajev Kamen u slučaju da Kraljev Grudobran padne. Kralj Aerys naredio je svojim meštrima piromantima da postave zalihe divlje vatre ispod cijeloga grada pritom rekavši: "Neka on bude kralj nad skuhanim kostima i izgorjelim mesom!". Pred gradom se skupljala vojska Tywina Lannistera, kneza Bacačeve Hridi, vrhovnoga gospodara Zapadnih zemalja i guvernera Zapada koji je preko dvadeset godina služio kao Kraljev Namjesnik. Veliki meštar Pycelle savjetuje kralju da pusti kneza Tywina u grad, a kad ga je pustio ovaj je započeo pljačku grada. Jedan od članova Kraljeve garde koja se zaklela štiti kralja do smrti, Ser Jaime Lannister pritom ubija kralja Aerysa dok je ovaj mahnito trčao prema svome prijestolju. Sluge kneza Tywina također su divljački ubile princezu Eliju od Dornea, udovicu princa Rhaegara i njezinu djecu princa Aegona i princezu Rhaenys. Kada je sa svojom vosjkom ušao u grad knez Eddard Stark sablaznio nad ubojstvima počinjenim od strane vojske kneza Tywina i posvađao se s Robertom. Knez Robert Baratheon postao je novi kralj pod imenom, Robert od kuće Baratheon, Prvi svojega imena, kralj Andala, Rhoynaraca i Prvih Ljudi, gospodar Sedam Kraljevina i zaštitnik kraljevstva. Za svoga Namjesnika odabrao je kneza Arryna. Eddarda Starka i kralja Roberta ponovno je zbližila smrt Eddardove sestre Lyanne. Kako bi održao Sedam Kraljevstava na okupu kralj Robert ženi se Cersei od kuće Lannister, kćeri kneza Tywina. Ona mu je rodila troje djece, Joffreya, Myrcellu i Tommena. Oni su ustvari djeca kraljice Cersei i njezina brata Ser Jaimea.
Na početku romana upoznajemo kneza Eddarda Starka i njegovu ženu kneginju Catelyn. Eddard Stark je knez Oštrozimlja i guverner Sjevera.
Robert Baratheon sada sjedi kao kralj na Željeznom prijestolju, a okružen je ljudima kojima ne može vjerovati. Njegov jedini način da nastavi s lagodim životom je da nagovori Eddarda da zauzme položaj Kraljeva Namjesnika, njegove desne ruke. Stoga kralj Robert dolazi na sjever sa svojom kraljicom Cersei Lannister i svojim dvorom. Robert traži od Eddarda da preuzme dužnost Namjesnika, jer je Jon Arryn, prijašnji Namjesnik, iznenada preminuo.
Rastrgan između obaveze prema starom prijatelju i ljubavi spram svoje obitelji, Eddard se odlučuje prihvatiti Namjesništvo, nagovoren od strane Catelyn, kada ona prima kodirano pismo od svoje sestre Lyse, Arrynove udovice, koja smatra da je on ubijen. Za to vrijeme Eddradov sin Bran slučajno vidi kraljicu Cersei i njezina brata Jaimea u ljubavnoj igri, a Jaime ga baca kroz prozor. Ipak Bran ne umire, ali je teško povrijeđen.
Eddard kreće na jug s kraljem i njegovim dvorom prema Kraljevom Grudobranu, sa svojim kćerima Sansom i Aryom. Eddard počinje shvaćati da Robert više nije čovjek kakav je bio njegov prijatelj u mladosti. Za to vrijeme u Oštrozimlju Catelyn sprječava ubojstvo sina Brana te putuje na jug kako bi upozorila Eddarda na opasnost koja prijeti od Lannistera. S neslogom u kraljevstvu, na sjeveru se budi drevno zlo koje ne primjećuje nitko osim Noćne straže. Knez Eddard djeluje kao Kraljev Namjesnik manje od godine kada saznaje da su djeca kralja Roberta s kraljicom Cersei zapravo djeca kraljičina brata. Kralj Robert umire od ozljede zadobivene u lovu. Prije smrti naređuje knezu Eddardu da sastavi pismo u kojemu ga imenuje zaštitnikom kraljebstva i namjesnikom dok legitimni nasljednik ne dostigne punoljetnost. Knez Stark je na vlastitu inicijativu izmijenio stavku "moj sin Joffrey" s "moj legitimni nasljednik". Kraljevski blagajnik knez Petyr Baelish obećava knezu Starku podršku u prevratu koji on planira. Ipak, knez Baelish izdaje kneza Starka. Eddard je uhićen i obezglavljen podno Velike septe Baelora.
Preko Uskoga mora, u jednom od slobodnih gradova, Pentosu, pratimo dogodovštine posljednja dva člana dinastije Targaryen, izravnih potomaka kralja Aerysa II., princa Viserysa i princeze Daenerys. Trenutačno uživaju gostoprimstvo jednoga od pentosijskih magistara, Ilyrija Mopatisa. Ilyrio i princ Viserys su princezi Daenerys ugovorili brak s konjskim knezom Dothrakija, khalom Drogom. Daenerys se udaje za njega i s vremenom se zaljubi. Khal Drogo ubija princa Viserysa zbog njegove drskosti (a, očito i ludosti koju je nasljednio od oca) izljevajući mu na glavu lonac pun istopljenoga zlata. Daenerys saznaje da je trudna, a njezin je sin "Pastuh Koji Će Uzjahati Svijet" tj., onak koji će ujediniti sve dothrakijske khalasare i osvojiti svijet. Khal Drogo biva ranjen u sukobu s jednim od Dothrakija, a zarobljena maegi, tj. čarobnica iz Janjećeg naroda pristaje mu tretirati ranu. Poslije khal Drogo umire od zatrovane rane. Maegi Mirri Maz Duur je pozvana da putem rituala krvave magije oživi khala, ali ona prešuti da će žrtva u zamjenu za khalov život biti njegov nerođeni sin. Poslije Drogo ostaje živ, ali u stanju kome, a dijete umire. Daenerys odluči izleći zmajska jaja koja je dobila na pokolon od Ilyrija Mopatisa na pogrebnoj lomači khala Droga. I sama ulazi u lomaču. Ipak, Daenerys, se pokazuje kao prava zmajeva krv te iz darovanih zmajevih jaja uspijeva probuditi silu koja stoljećima nije viđena.

## Velike kuće u Sedam Kraljevstava
Roman je strukturiran na način da prati sudbine nekoliko glavnih likova kroz čije sudbine doznajemo radnju. 
- Kuća Baratheon od Kraljeva Grudobrana:
- {Robert} od kuće Baratheon, prvi svojega imena, kralj Sedam Kraljevstava,
- njegova supruga, kraljica Cersei od kuće Lannister,
- njegov sin prijestolonasljednik Joffrey Baratheon, kasnije kralj Joffrey od kuće Baratheon, prvi svojega imena, rođen iz incesta,
- njegova kći princeza Myrcella Baratheon, rođena iz incesta,
- njegov sin Tommen, kasnije kralj Tommen, od kuća Baratheon i Lannister, prvi svojega imena, rođen iz incesta,
- njegov brat Stannis Baratheon, knez Zmajeva Kamena i gospodar brodovlja u Malom vijeću, kraljev zakoniti nasljednik,
- Stannisova žena, kneginja Selyse od kuće Florent,
- njegova kći Shireen, nasljednica Željeznog prijestolja,
- njegov brat Renly Baratheon, knez Krajoluje, vrhovni gospodar Olujnih krajeva i gospodar zakona u Malom vijeću.

- Kuća Stark od Oštrozimlja:
- {Eddard Stark}, knez Oštrozimlja, guverner Sjevera i Kraljev Namjesnik
- njegova žena, kneginja Catelyn od kuće Tully,
- njegov najstariji sin Robb, Kralj na Sjeveru i knez Oštrozimlja
- njegova kći Sansa, zaručnica kralja Joffreya Baratheona
- njegova kći Arya
- njegov sin Bran, nasljednik Oštrozimlja
- njegov sin Rickon
- njegov nezakoniti sin Jon Snow, u Noćnoj straži

- Kuća Lannister od Bacačeve Hridi:
- Tywin Lannister, knez Bacačeve Hridi, Štit Luke Lannis i guverner Zapada, Kraljev Namjesnik
- njegova žena kneginja {Joanna}, umrla tijekom poroda
- njegov najstariji sin ser Jaime Lannister, Vrhovni zapovjednik Kraljeve garde, pravi otac kraljičine djece
- njegova kći kraljica Cersei, udovica kralja Roberta i majka kralja Joffreya Baratheona
- njegov mlađi sin Tyrion Lannister, patuljak
- njegov brat ser Kevan Lannister

- Kuća Arryn od Orlova Gnijezda:
- {Jon Arryn}, knez Orlova Gnijezda, Branitelj Doline i guverner Istoka, Kraljev Namjesnik za vladavine Roberta I. Baratheona,
- njegova žena kneginja Lysa od kuće Tully,
- njegov sin Robert, knez Orlova

- Kuća Targaryen od Zmajeva Kamena:
- {Aerys Targaryen}, Drugi svoga imena, kralj Sedam Kraljevstava, umoren od ruke ser Jaimea Lannistera,
- njegova sestra - žena kraljica {Rhaella}, umrla tijekom poroda na Zmajevu Kamenu
- njegov najstariji sin princ {Rhaegar}, umoren od ruke Roberta Baratheona u Bitki na Trozupcu,
- Rhaegarova žena princeza {Elia} od kuće Martell, umorena od ruke ser Gregora Cleganea tijekom Razaranja Kraljeva Grudobrana
- Rhaegarov sin princ {Aegon Targareyen}, umoren od ruke ser Gregora Cleganea tijekom Razaranja Kraljeva Grudobrana
- Rhaegarova kćer princeza {Rhaenys Targaryen}, umorena od ruke ser Amorya Lorcha tijekom Razaranja Kraljeva Grudobrana
- njegova mlađi sin kralj {Viserys III}., ubijen od ruke khala Droga u Vaes Dothraku,
- njegova kći kraljica Daenerys U-Oluji-Rođena, kraljica Sedam Kraljevstava i khaleesi Dothrakija

- Kuća Nymeros Martell od Sunčeva Koplja:
- Doran Nymeros Martell, princ Dornea i knez Sunčeva Koplja,
- njegova supruga, kneginja Melario od Norvosa,
- njegova najstarija kći i nasljednica princeza Arianne,
- njegov stariji sin princ {Quentyn}, umoren od zmaja Rhaegela,
- njegov mlađi sin Trystane, zaručen za princezu Myrcellu Baratheon
- njegov brat princ {Oberyn}, umoren od ruke Ser Gregora Cleganea, Planine Koja Jaše